# نمایشگاه رسانه و تجارت ای۳
نمایشگاه رسانه و تجارت ای۳ (به انگلیسی: E3 Media and Business Summit) (قبلاً به نام Electronic Entertainment Expo و بعدها به E3 شناخته می‌شد) یک نمایشگاه بازرگانی برای صنعت بازی ویدئویی بود که از بزرگ‌ترین نمایشگاه‌های مربوط به بازی‌های رایانه‌ای محسوب می‌شد. انجمن نرم‌افزار سرگرمی (ESA) ای۳ را سازماندهی و ارائه می‌کرد که بسیاری از توسعه دهندگان، ناشران، سازندگان سخت‌افزار و لوازم جانبی از این نمایشگاه جهت معرفی و تبلیغ بازی‌های آینده و ارائه اخبار به اعضای مطبوعات استفاده می‌کردند. ای۳ شامل یک طبقه نمایشگاه برای توسعه دهندگان، ناشران و تولیدکنندگان بود تا عناوین و محصولات خود را برای فروش در سال آینده به نمایش بگذارند. قبل و حین برگزاری، ناشران و تولیدکنندگان سخت‌افزار معمولاً برای معرفی بازی‌ها و محصولات جدید، کنفرانس‌های مطبوعاتی برگزار می‌کردند.
با گذشت زمان، ای۳ از نظر اهمیت و تأثیرگذاری، به عنوان «بزرگ‌ترین نمایشگاه بازی در سال» در نظر گرفته شده بود. قبل از سال ۲۰۱۷، ای۳ فقط یک رویداد برای صنعت بازی ویدئویی بود؛ اما با ظهور رسانه‌های جاری، چندین کنفرانس مطبوعاتی جهت افزایش بازدید برای عموم پخش شد. در ای۳ ۲۰۱۷ با پذیرش ۱۵۰۰۰ نفر، برای کسانی که می‌خواستند در آن شرکت کنند، برای اولین بار برای عموم آزاد شد.
ای۳ هر ساله در ماه ژوئن در مرکز گردهمایی لس آنجلس در ایالات متحده برگزار می‌شد. ای۳ سال ۲۰۲۰ به علت دنیاگیری کووید ۱۹ به‌طور کامل لغو شد و ای۳ سال ۲۰۲۱ به صورت مجازی برگزار شد.
همچنین رویداد ۲۰۲۲ هم بخاطر آثار دنیاگیری کرونا به‌طور کامل لغو شد. ESA برنامه‌ریزی کرده بود تا در یک قالب جدید در سال ۲۰۲۳ به صورت کاملاً حضوری رویداد را برگزار کند ولی از آنجایی که بسیاری از ناشران از قبل رویدادهای دیجیتالی مخصوص خود را ایجاد کرده بودند یا از طریق سامر گیم فست تصمیم به معرفی محصولات خود را داشتند، تعداد کمی از ناشران به ای۳ سال ۲۰۲۳ متعهد شدند یا از آن خارج شدند. در نهایت ESA تصمیم گرفت رویداد ۲۰۲۳ را لغو کنند. این مراسم دیگر برگزار نخواهد شد.

## تاریخچه

لوگو مورد استفاده در سال‌های ۱۹۹۸ تا ۲۰۱۷

قبل از E3، ناشران بازی برای نمایش محصولات جدید یا پیش فروش محصول به خرده‌فروشان برای بقیه سال، از جمله فصل تعطیلات، به نمایشگاه‌های تجاری دیگری مانند نمایشگاه بین‌المللی سی‌ئی‌اس و نمایشگاه تجارت رایانه ای اروپا می‌رفتند. از آنجایی که صنعت بازی در اوایل دهه ۱۹۹۰ به سرعت رشد کرد، افراد صنعت بازی ویدئویی احساس کردند که نمایشگاه‌های تجاری قدیمی دیگر کارایی گذشته را ندارد. صنعت تشخیص داد که نوعی نمایشگاه تجاری برای خرده فروشان مخصوص بازی نیاز دارد.

## برگزاری

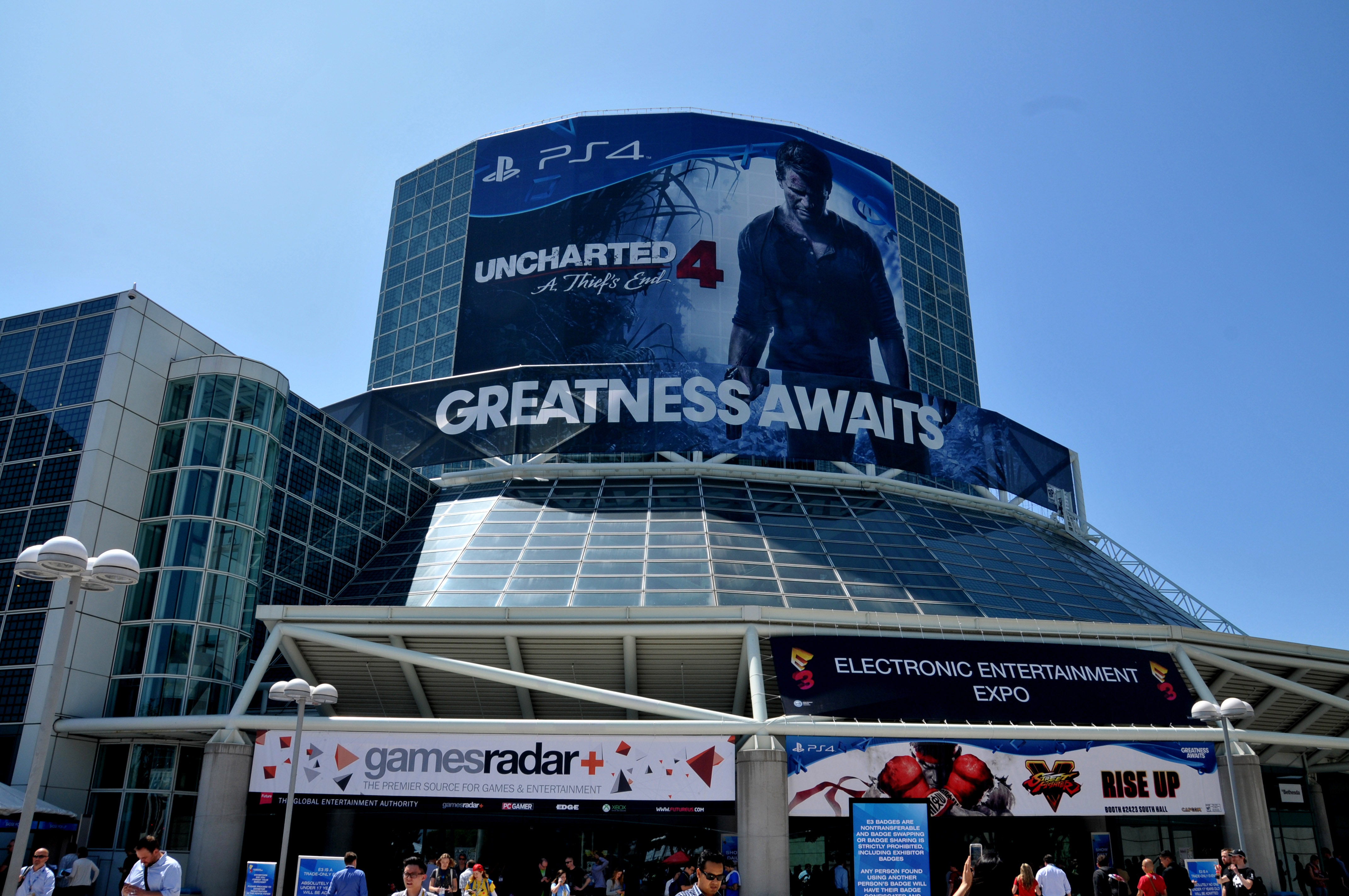
بنر آنچارتد ۴: عاقبت یک دزد بر روی ساختمان در نمایشگاه سال ۲۰۱۵

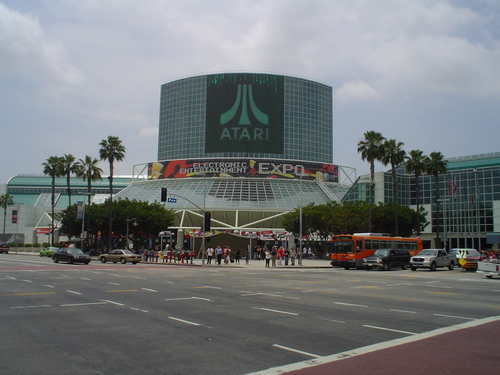
ساختمان مرکز همایش‌های لس آنجلس در جریان نمایشگاه سال ۲۰۰۵، با نصب یک بنر آتاری روی لابی South Hall

از سال ۲۰۱۳، برخی از شرکت‌های بزرگ بازی‌های ویدیویی، به‌ویژه نینتندو و الکترونیک آرتز، ترجیح داده‌اند در E3 کنفرانس نداشته باشند. نینتندو از ارائه مراسم حضوری چشم پوشی کرده‌اند و در عوض از نینتندو دایرکت، رویداد از پیش ضبط‌شده برای نمایش محصولات جدید استفاده کرده‌اند، اگرچه غرفه‌هایی برای نمایش‌های بازی‌ها برگزار کردند. الکترونیک آرتس، از سال ۲۰۱۶، یک رویداد جداگانه به نام EA Play در نزدیک محل E3 برای اعلام و نمایش عناوین خود راه اندازی کرد و دلیل این حرکت را عدم دسترسی عمومی به نمایشگاه اصلی E3 عنوان کردند. فروشندگان دیگر مانند مایکروسافت و سونی از رویدادهای قبل از E3 برای نمایش اطلاعات سخت‌افزاری استفاده کردند و رویداد E3 را به پوشش بازی‌های جدید واگذار کرده‌اند.
E3 سال ۲۰۱۶ یک رویداد جداگانه اما رایگان به نام "E3 Live" را در همان نزدیکی ساختمان E3 برگزار کرد که قرار بود به ارائه یک نسخه در مقیاس کوچک از تجربه E3 کمک کند. در حالی که حدود ۲۰۰۰۰ نفر را جذب کرد، مشخص شد که بسیار ضعیف عمل کرده است. در سال ۲۰۱۷، ۱۵۰۰۰ بلیت برای خرید عموم رزرو کرد. ; همه اینها فروخته شد و منجر به بیش از ۶۸۰۰۰ شرکت کننده در طول E3 2017 شد که منجر به شلوغی قابل توجه و مشکلات مدیریت طبقه شد. E3 سال ۲۰۱۸ شامل رفت و آمد عمومی بود اما فقط برای دو روز، این رویداد سه ساعت قبل از پذیرش عموم فقط برای شرکت کنندگان در صنعت باز خواهد بود.
در اکتبر 2017 ESA از لوگوی جدید E3 رونمایی کرد و در اکتبر ۲۰۱۷ به جای لوگوی قبلی خود با استفاده از حروف بلوک سه بعدی با گرافیکی صاف‌تر و سبک‌تر.
در حالی که ESA فضای مرکز کنوانسیون را تا سال ۲۰۱۹ رزرو کرده است، مایک گالاگر، مدیر عامل ESA، پس از رویداد سال ۲۰۱۷ گفت که آنها در حال بررسی گزینه‌های دیگری به دلیل عدم مدرن سازی و ارتقاء هستند که مرکز مجبور بوده فضا را برای نیازهای خود مناسب تر کند. گالاگر گفت که ESA با گروه سرگرمی شهر و آنشوتز (AEG) که مالک مرکز همایش لس آنجلس و فضای اطراف آن است، همکاری می‌کند و قصد دارد نزدیک به ۵۰۰۰۰ متر مربع (۴۶۰۰۰ متر) نمایشگاه اضافی داشته باشد. در طول سال ۲۰۱۸، این رویداد ۶۹۲۰۰ شرکت کننده را به خود جلب کرد که بزرگ‌ترین از سال ۲۰۰۵ است.
با اعلام تاریخ‌های E3 سال ۲۰۱۹، ESA از اعلام مکان برنامه‌ریزی برای برگزاری رویداد ۲۰۲۰ خودداری کرد. سونی اینتراکتیو انترتینمنت اعلام کرد که در E3 2019 شرکت نخواهد کرد و اعلام کرد که «در حال بررسی راه‌های جدید و آشنا برای تعامل با جامعه پلی استیشن در سال ۲۰۱۹ هستند». شان لایدن، مدیرعامل وقت سونی در مصاحبه‌ای در فوریه ۲۰۱۹ اظهار داشت که با تغییراتی که در خرید خرده‌فروشی ایجاد شده، روی آوردن خودشان به عناوین کمتر اما با کیفیت‌تر، و انتشار سریع اخبار از طریق اینترنت مبنی بر اینکه برگزاری نمایشگاه تجاری در اواخر ژوئن دیگر مفید نیست. و اینکه سونی مجبور شد در ماه فوریه مراسم خود را برای تضمین فروش خرده‌فروشی ایجاد کند.
تا سال ۲۰۱۶، درآمد حاصل از اجرای E3 حدود ۴۸ درصد از بودجه سالانه سازمان را تشکیل می‌داد و ۳۷ درصد دیگر از حق عضویت حاصل می‌شد. با انصراف سونی از کنفرانس و جنجال‌های پیرامون مایک گالاگر، رئیس مستعفی ESA، برخی از شرکت‌های عضو ESA را به دلیل تقسیم تمرکز خود بین تولید E3 و فعالیت به‌عنوان یک گروه حمایت از قانون‌گذاری مورد انتقاد قرار دادند، بدون اینکه هیچ‌یک از این دو کانون توجه کافی را دریافت نکردند. این منجر به فراخوان‌هایی شد که از کسب و کار اجرای E3 به یک شرکت جداگانه تقسیم می‌شود. توسعه دهندگان و ناشران از افزایش هزینه حضور در غرفه در E3 در مقایسه با برگزاری صرف یک رویداد دیجیتالی که بصورت آنلاین پخش می‌شود شکایت کردند و گفتند که نمایش ارائه شده توسط E3 همیشه ارزش قیمت را ندارد. خروج سونی و الکترونیک آرتز و حرکت نینتندو به یک کنفرانس فقط دیجیتالی، وضعیت E3 را به عنوان رویداد برتر معرفی بازی کاهش داد، که توانایی آن را برای جذب غرفه‌داران کاهش داد. E3 بین سال‌های ۲۰۱۷ تا ۲۰۱۹ تقریباً ۱/۳ از غرفه داران خود را از دست داد و از ۲۹۳ به ۲۰۹ رسید.

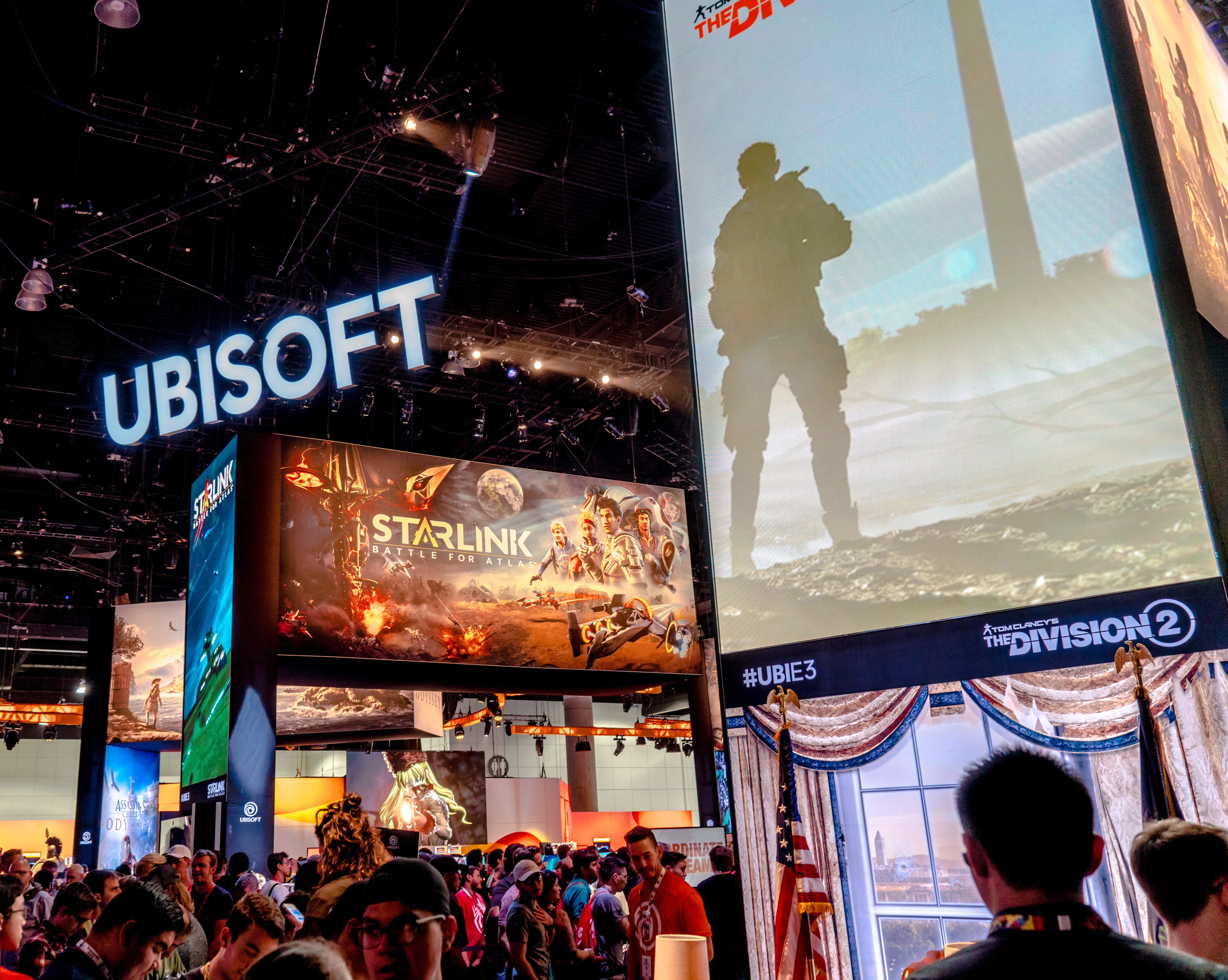
غرفه یوبی‌سافت در ای۳ ۲۰۱۸

در آخرین روز رویداد در سال ۲۰۱۹، تأیید شد که E3 حداقل برای یک سال دیگر در LACC برگزار خواهد شد.

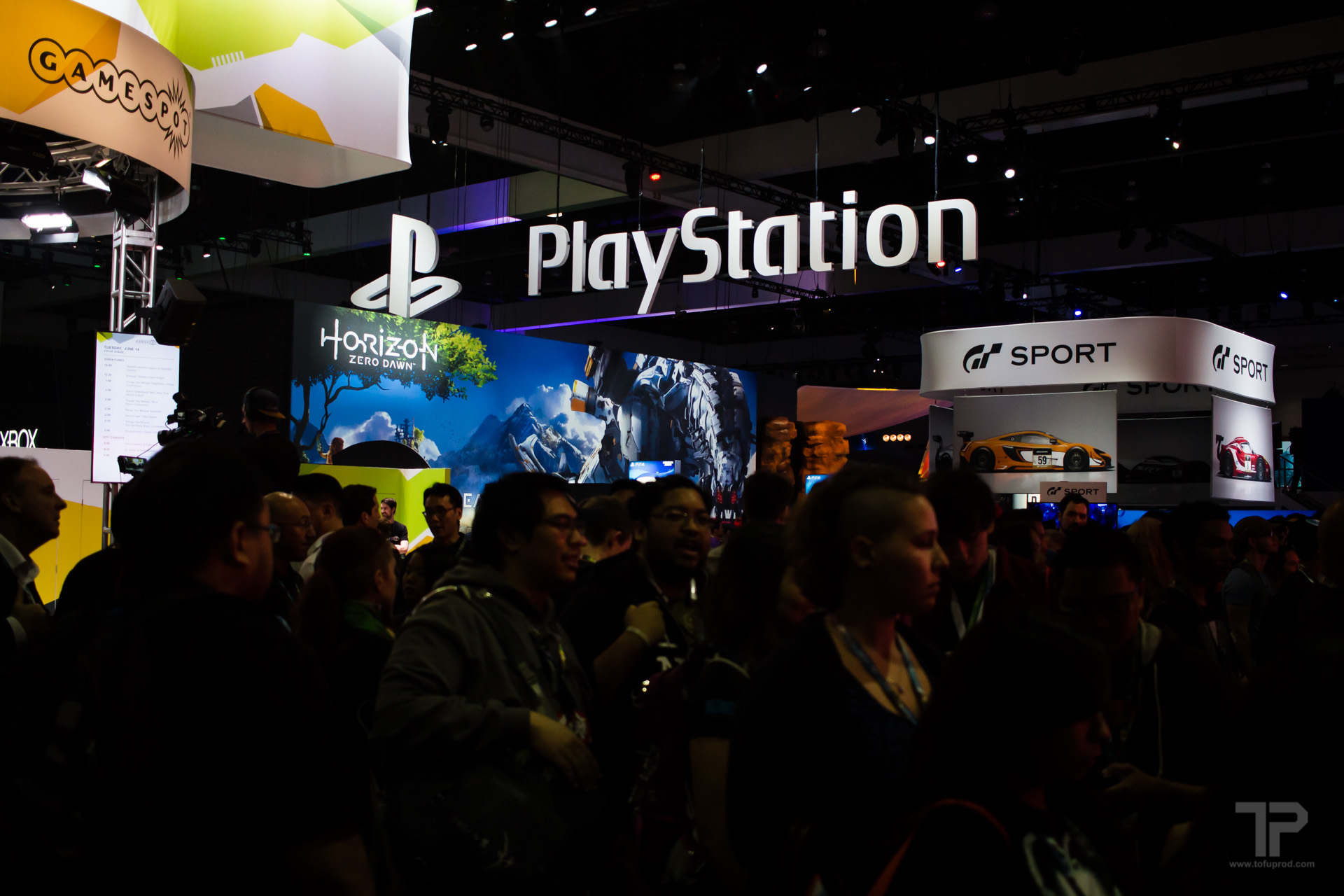
غرفه سونی در ای۳ ۲۰۱۷ که بنر بازی هورایزن زیرو داون دیده می‌شود

سونی تأیید کرد که در نمایشگاه ۲۰۲۰ شرکت نخواهد کرد و اظهار داشت که چشم‌انداز E3 2020 اهداف آنها را برآورده نمی‌کند و در عوض بازی‌های خود را در رویدادهای دیگر در طول سال به نمایش می‌گذارد. پس از اعلام سونی، ESA تأیید کرد که نمایشگاه ۲۰۲۰ «نمایش هیجان انگیز و پرانرژی خواهد بود که شامل تجربیات جدید، شرکا، فضاهای غرفه‌دار، فعال‌سازی و برنامه‌ریزی می‌شود که شرکت‌کنندگان جدید و کهنه‌کار را به طور یکسان سرگرم خواهد کرد.». در ۱۲ فوریه ۲۰۲۰، جف کیلی، مجری مراسم گیم آواردز، بیانیه‌ای منتشر کرد که در آن اعلام کرد که برای اولین بار در تاریخ ۲۵ ساله نمایشگاه، از حضور در E3 صرف نظر می‌کند و دلیل آن ناراحتی‌اش از نحوه مدیریت مراسم است.
با این حال، در ماه‌های منتهی به رویداد ۲۰۲۰، دنیاگیری کووید نگرانی‌هایی را در رابطه با گردهمایی‌های بزرگی مانند E3 ایجاد کرد. تا اواخر ۴ مارس ۲۰۲۰، ESA همچنان در نظر داشت E3 2020 را برگزار کند ولی آنها وضعیت شیوع بیماری زیر نظر دارند. در ۱۱ مارس ۲۰۲۰، ESA اعلام کرد که E3 سال ۲۰۲۰ به دلیل گووید لغو شده است. ESA همچنین ادعا کرد که آنها به‌طور کامل هزینه شرکت کنندگان و غرفه داران بالقوه را بازپرداخت می‌کنند و یک رویداد مجازی را طراحی می‌کنند که غرفه داران را قادر می‌سازد به جای یک جلسه فیزیکی، ارائه‌های دیجیتالی را در همان هفته برگزار کنند. با این حال، تا ۷ آوریل ۲۰۲۰، ESA اعلام کرد که به علت مشکلات ناشی از دنیاگیری کرونا، میزبانی آنلاین برای آنها غیرممکن شنده و رویداد را به‌طور کامل لغو می‌کند.
در ۳۰ مارس ۲۰۲۳ اعلام شد که رویداد ۲۰۲۳ بخاطر عدم وجود «علاقه پایدار» لغو شد. به گفته ESA لغو نمایشگاه ۲۰۲۳ نتیجه سه عامل بود: همه‌گیری کرونا بر چرخه توسعه معمول برای اکثر شرکت‌ها تأثیر گذاشته است. که اقتصاد کنونی ناشران و توسعه دهندگان را مجبور به ارزیابی مجدد نیاز به حضور در E3 کرده است. در ۱۲ دسامبر ۲۰۲۳، ESA اعلام کرد که E3 با استناد به «فرصت‌های جدیدی که صنعت ما برای دستیابی به طرفداران و شرکا دارد، کالا متوقف شده» و دیگر برگزار نخواهد شد.